# Schistidium sibiricum
Schistidium sibiricum là một loài Rêu trong họ Grimmiaceae. Loài này được Ignatova & H.H. Blom mô tả khoa học đầu tiên năm 2010.